# Bratislavia dadayi
Bratislavia dadayi is een ringworm uit de familie van de Naididae. De wetenschappelijke naam van de soort werd voor het eerst geldig gepubliceerd in 1905 door Michaelsen als Naidium dadayi.